# 트웰브 (영화)
《트웰브》(영어: Twelve)는 미국과 프랑스에서 제작된 조엘 슈매커 감독의 2010년 10대 범죄 영화이다. 체이스 크로퍼드, 로리 컬킨, 커티스 잭슨, 에밀리 미드, 에마 로버츠 등이 출연하였고, 시도니 뒤마 등이 제작에 참여하였다.
박스 오피스 봄이 되었으며, 대체로 부정 평가를 받았다.

## 줄거리
맨해튼 어퍼이스트사이드에 사는 10대 "화이트 마이크"는 한때는 부유했으나 일 년 전 사망한 어머니 치료 비용으로 집안 재산이 거덜나면서 동창들 상대로 대마를 판매하고 있다.
한편 마이크의 대마 공급책인 라이어널은 중독성이 강한 합성 마약 트웰브(“Twelve”)를 마이크의 사촌 찰리에게 팔고 있다. 마약 살 돈이 떨어진 찰리는 라이어널에게서 트웰브를 강탈하려고 총을 들이밀었다가 라이어널에게 총을 빼앗기고 그 총에 맞아 숨진다. 라이어널은 우연히 살인 현장을 목격한 내나도 쏴 죽인다. 마이크와 찰리의 친구인 헌터가 범인으로 몰려 구속된다.
고객 크리스가 연 세라의 생일 파티에서 마이크는 제시카가 라이어널에게 마약 값을 성관계로 치르고 있는 방에 발을 들인다. 놀란 라이어널은 총을 꺼내 겨누고, 마이크는 그 총이 찰리의 것임을 알아본다. 
마이크가 찰리를 죽였냐고 추궁하자 라이어널은 이를 인정하며 마이크에게 총알을 날린다. 재활 시설에서 탈출한 소시오패스이며 크리스의 형인 클로드는 발사음에 자극을 받아 파티 손님들에게 총을 난사하기 시작하는데... 

## 출연진
- 체이스 크로퍼드 - 마이클 “화이트 마이크” 역
- 로리 컬킨 - 크리스 켄턴 역
- 커티스 잭슨 - 라이어널 역
- 에밀리 미드 - 제시카 브레이슨 역
- 에마 로버츠 - 몰리 노턴 역
- 에스티 긴즈부르그 - 세라 러들로 역
- 빌리 매그너슨 - 클로드 켄턴 역: 크리스의 형.
- 제러미 앨런 화이트 - 찰리 역
- 니코 토터렐라 - 터바이어스 역
- 이선 펙 - 숀 역
- 조이 크래비츠 - 개비 역
- 저메인 크로퍼드 - 내나 역
- 디온 오데인 - 내나의 어머니 역
- 알렉산더 플로레스 - 아투로 퍼레이라 역
- 데이미언 영 - 맷 매컬러
- 찰리 색스턴 - 마크 로스코 역
- 핀 위트록 - 워런
- 에릭 퍼 설리번 - 티미 역
- 아이제이아 휘틀록 주니어 - 듀몬트 형사 역
- 그레그 벨로 - 케민스키 형사 역
- 아코 - 퐁 부인 역
- 엘런 바킨 - 브레이슨 부인 역
- 앨리스 배럿 - 화이트 마이크의 어머니 역
- 조지프 애덤스 - 화이트 마이크의 아버지 역
- 알렉산드라 닐 - 미미 켄턴 역
- 키퍼 서덜랜드 - 해설

## 기타 제작진
- 공동 제작: 마이클 비더먼, 세르주 투불
- 협력 제작: 에런 쿨리, 핼 그린블랫, 버네사 호프, 린다 모랜, 프레데리크 골샹
- 배역: 로런 배스, 수잰 스미스, 제시카 켈리
- 미술: 이선 토브먼
- 세트: 체리시 머게니스
- 의상: 데이비드 C. 로빈슨